# Mallophora nigritarsis
Mallophora nigritarsis là một loài ruồi trong họ Asilidae. Mallophora nigritarsis được Fabricius miêu tả năm 1805.